# Dendrobium lavarackianum
Dendrobium lavarackianum là một loài thực vật có hoa trong họ Lan. Loài này được M.A.Clem. mô tả khoa học đầu tiên năm 1989.